# Barycz (powiat Brzozowski)
Barycz is een plaats in het Poolse district  Brzozowski, woiwodschap Subkarpaten. De plaats maakt deel uit van de gemeente Domaradz en telt 1110 inwoners.